# Godfried III van Joinville
Godfried III van Joinville bijgenaamd de Oude (overleden in 1188) was van 1128 tot aan zijn dood heer van Joinville. Hij behoorde tot het huis Joinville.

## Levensloop
Godfried III was de oudste zoon van heer Rogier van Joinville en Adelheid van Vignory, dochter van heer Gwijde III. Na het overlijden van zijn vader rond 1128 werd hij heer van Joinville, een functie die hij ongeveer zestig jaar uitoefende.
Hij was een nauwe vertrouweling en vazal van de graven van Champagne. In 1147 nam hij samen met zijn leenheer, graaf Hendrik I van Champagne, deel aan de Tweede Kruistocht. Rond die periode werd hij tot seneschalk van Champagne benoemd.
In tegenstelling tot zijn voorouders was Godfried zeer welgezind en vrijgevig tegenover de Kerk. Wel viel hij met succes aartsbisschop Hendrik van Reims aan, toen die aarzelde om Godfrieds broer Gwijde tot bisschop van Châlons te benoemen. In 1163 liet hij in de burcht van Joinville de kloosterkerk Saint-Laurent aanleggen, de plaats waar de heren van Joinville voortaan bijgezet werden. De kerk werd, net als de burcht, tijdens de Franse Revolutie vernield.
Tijdens het bewind van Godfried III promoveerde het huis Joinville tot de hoogste adel van het graafschap Champagne. Het ambt van seneschalk van Champagne zou lange tijd binnen zijn familie blijven. In het jaar 1188 overleed hij.

## Huwelijk en nakomelingen
Godfried III was gehuwd met Felicitas, dochter van graaf Erard I van Brienne. Ze kregen volgende kinderen:
- Godfried IV (overleden in 1190), heer van Joinville
- Waseler
- Gertrudis, huwde met graaf Gerard II van Vaudémont
- Guillemette, abdis van Avenay